# Bolbo (botânica)

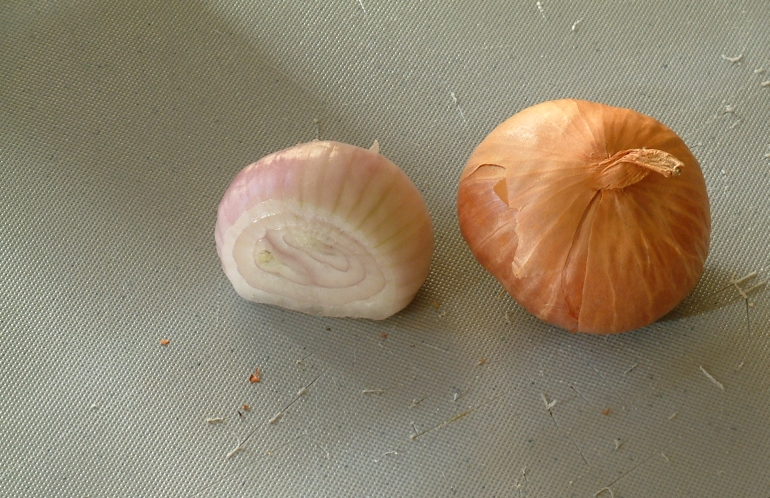
Bolbo de cebola.

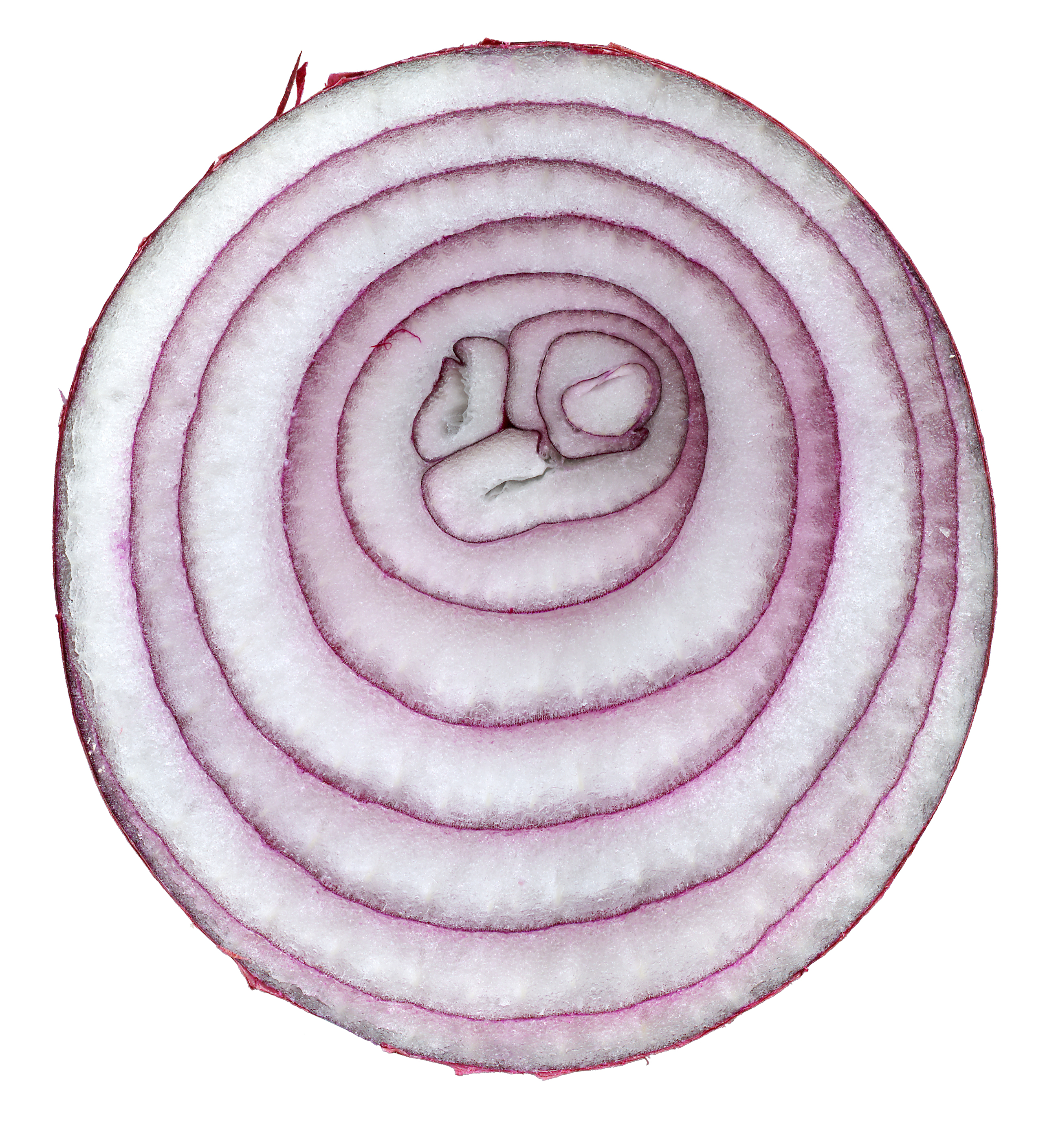
Seção transversal do bulbo da cebola.

Em botânica, um bolbo ou bulbo é um tipo de órgão vegetal que inclui uma parte correspondente ao caule, geralmente de forma discoidal, e uma gema ('broto') envolta por folhas modificadas escamiformes denominadas catáfilos, geralmente com acúmulo de reservas, e que possui em sua base raízes fasciculadas.

## Descrição
As folhas da base do bolbo (catafilos) geralmente servem como órgão de armazenamento de nutrientes que servirão a planta durante a época desfavorável, em que perdem a parte aérea, perdendo, portanto, a capacidade de realizar a fotossíntese. No centro do bulbo há um ponto de crescimento vegetativo ou um broto de floração não expandido. A base é formada por um caule reduzido, e o crescimento das plantas ocorre a partir desta placa basal. Raízes emergem do lado inferior da base e novos caules e folhas do lado superior.

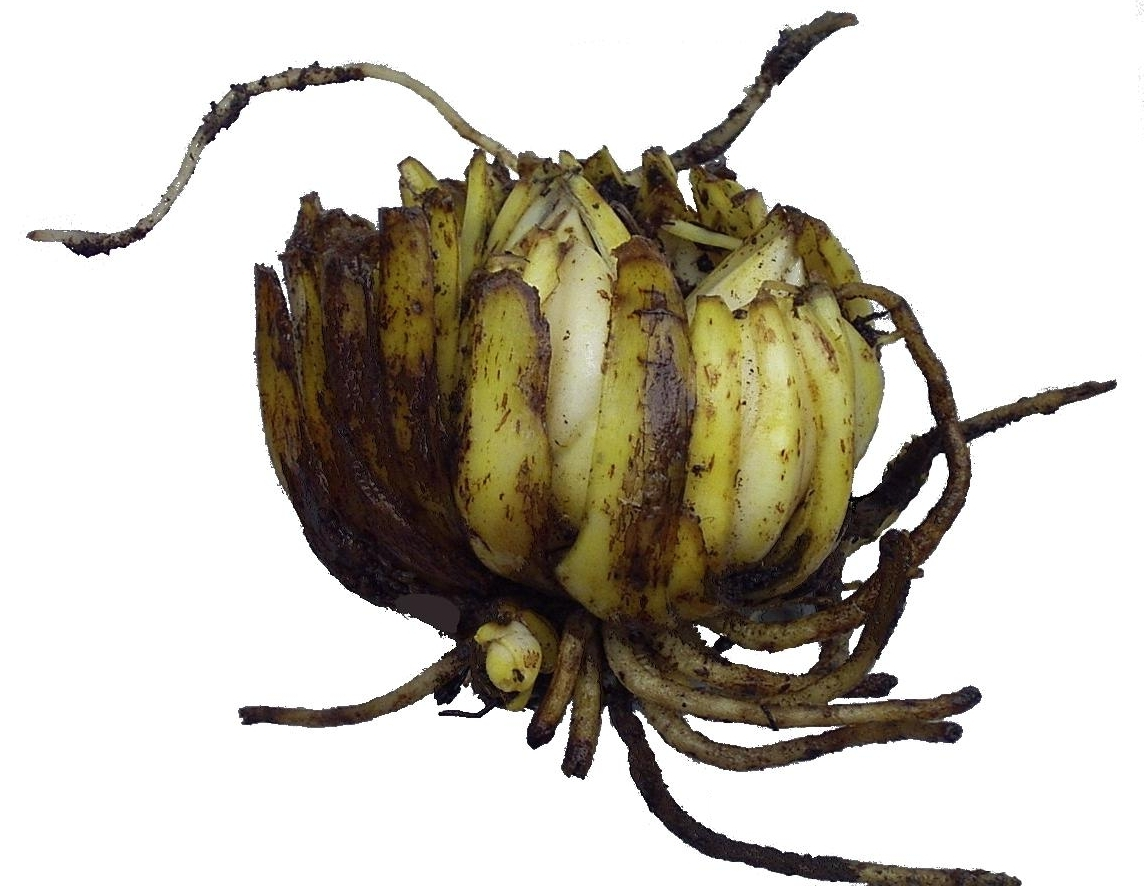
Bulbo escamoso de lírio (Lilium sp.).

Os bolbos são classificados em sólidos, tunicados e escamosos. Um bolbo sólido é aquele em que o caule é mais desenvolvido que as folhas, sendo revestido por catafilos semelhantes a uma casca. Os bolbos escamosos possuem folhas (escamas) mais desenvolvidas que o caule, e que são imbricadas, rodeando-o. Os bulbos tunicados possuem folhas (túnicas ou escamas) externas secas e membranosas que protegem as túnicas internas, mais carnudas, como nos gêneros Allium, Hippeastrum, Narcissus e Tulipa. Os bulbos não tunicados, como as espécies Lilium e Fritillaria, não possuem a túnica protetora e possuem escamas mais soltas.
Algumas orquídeas epífitas formam órgãos aéreos semelhantes a bulbos, chamados pseudobulbos.

## Plantas que formam bulbos
Quase todas as plantas com bolbos verdadeiros são monocotiledôneas e incluem, por exemplo:
- Amaryllis, Crinum, Hippeastrum, Narcissus e vários outros membros da família Amaryllidaceae. Isso inclui a cebola, o alho e outros membros da subfamília Allioideae;
- Lírios, tulipas e muitos outros membros da família Liliaceae;
- Dois grupos do gênero Iris: subgêneros Xiphium e Hermodactyloides.

Oxalis, da família Oxalidaceae, é o único gênero de dicotiledôneas que produz bulbos verdadeiros.